# Alan Asaad
Alan Asaad, född 16 oktober 1998, är en svensk fotbollsspelare som spelar för Malmö IK.

## Karriär
Asaads moderklubb är Malmö FF. Därefter spelade Asaad för BK Olympic innan han inför säsongen 2015 gick till IFK Malmö. Säsongen 2016 spelade Asaad för FC Rosengård. I februari 2017 skrev han på ett ettårskontrakt med Prespa Birlik.
I december 2017 värvades Asaad av Degerfors IF, där han skrev på ett tvåårskontrakt. Asaad gjorde sin Superettan-debut den 1 april 2018 i en 2–2-match mot Östers IF.
I augusti 2019 gick Asaad till division 1-klubben Torns IF. Han debuterade och gjorde ett mål den 4 augusti 2019 i en 2–0-vinst över Kristianstad FC. I januari 2022 återvände Asaad till IFK Malmö. I juli 2022 gick han till Österlen FF.
Inför säsongen 2024 gick Asaad till division 3-klubben Malmö IK.

## Privatliv
Alan Asaads äldre bror, Rebin Asaad, spelar för Österlen FF. Hans andra äldre bror, Nazad Asaad, har varit ungdomsproffs i italienska Udinese samt spelat i polska högstaligan för ŁKS Łódź.